# Eltávozáson (film, 2008)
Az Eltávozáson (eredeti cím: The Lucky Ones) egy 2008-ban bemutatott amerikai filmvígjáték-dráma, melyet Neil Burger írt és rendezett. A főszerepben Rachel McAdams, Tim Robbins és Michael Peña látható.
A film három szereplő életén keresztül mutatja be, milyen nehézségekkel kell szembenézniük a harcmezőkről visszatérő katonáknak – akár a saját családjaikon belül is.

## Cselekmény
|  | Alább a cselekmény részletei következnek! |

A történet TK balesetével kezdődik. Egy felrobbant repesz darabja eltalálja a férfiasságát. A három főszereplő (Colee, Cheaver, TK) egy repülőgépen találkozik először. Itt látható, hogy Colee bicegve jár. Eltávozáson vannak, kivéve Cheavert, mivel ő leszerelt a hadseregtől. Colee egy számára érzelmileg fontos gitárt szeretne Las Vegasba eljuttatni, a volt barátja szüleihez. A John Fitzgerald Kennedy (New York egyik repülőtere) repülőtérre megérkezve értesülnek róla, hogy az összes repülőgép 2 nap késésben van, ugyanis minden gép jelentős késéssel indul egy áramszünet miatt. Cheaver kitalálja, hogy kibérel egy kocsit és hazautazik a családjához St. Louis-ba, a többiek is vele tartanak. Az úton fény derül TK erekció problémájára. A családjához érve Cheaver rádöbben, hogy a felesége az iránta érzett érzelmeket eltemette két év alatt és már nem szereti, és el akar válni tőle. A fia a Stanford egyetemre szeretne menni, ahova felvételt nyert és ebben az apja anyagi segítségét kéri, mivel 20 ezer dollárra van szükség a beiratkozáshoz. Cheaver szívesen visszatérne a régi munkahelyére, de egyik volt kollégája azt mondja neki, hogy a régi munkahelye hamarosan bezár. Cheaver érzelmileg labilissá válik,  két barátja attól tart, hogy öngyilkos akar lenni, ezért segítenek neki Salt Lake City-be eljutni.
TK nem veszi észre az úton álló, csöveket szállító furgont és az betöri a bérelt kocsi szélvédőjét, majdnem TK halálát okozva. A kocsit elviszik egy javító műhelybe. Pár órát kell várniuk, ezért Colee átmegy a garázzsal szemben levő templomba. Később a két férfi is követi Őt. A templomban csoportos gyónást tartanak. Egy idősebb férfi meghívja őket a saját születésnapi partijára. Itt Cheaver megismerkedik egy szép nővel, akivel ágyba is bújik az este folyamán, de a nő férje belép a szobába és ő is csatlakozna hozzájuk. Ezért a három főszereplő inkább otthagyja a bulit.
Colee kíváncsi, hogy mennyire értékes a gitár, amit magánál őriz. Az egyik hangszerész 10 ezer dollárt ajánl, de hozzáteszi, hogy árverésen 22 ezer dollárt is adnának érte. Így azon kezdenek tanakodni, hogy Cheaver-nek kellene adnia a gitárt. Cheaver elmondja a tervét, hogy Las Vegasban nyer 20 ezer dollárt a fiának.
Leállnak piknikezni, ahol Colee TK testi épségéért aggódva beszélget három lánnyal, egyikük felajánlja szolgáltatásait a fiúnak, hogy ezzel segítse Őt a férfiasság visszaszerzésére. De TK elmenekül Colee-val a kocsival egy boltba. Az út során egy tornádóval kerülnek szembe. A kocsiból kiszállva menedéket keresnek az út alatti alagútban. Összebújnak, és ekkor rájönnek, hogy TK merevedési gondja a múlté.
Megérkeznek Las Vegasba. A film három szálon fut tovább. Colee megérkezik Randy családjához és amit Randy mesélt magáról, az életéről, az mind hazugság. Randynek volt barátnője és most Colee szembesül vele, hogy a volt barátjának van gyermeke is. Ezért elhozza a gitárját Cheaver-nek.
Közben TK a reptéren jelentkezik a rendőrségen, hogy ő korábban kirabolt egy kaszinót (így akarja megúszni, hogy újból katonaként kelljen szolgálnia). TK kiszabadul, mivel a rendőrség szerint a rablás nem történt meg. A lány oda akarja adni a gitárt Cheaver-nek, de ő nemet mond, mert megszerezte a pénz azzal, hogy újra katonai pályára lépett, és ezért 20.000 dollár bónuszt kapott.
A film végén együtt látjuk Őket, egy katonai repülőtéren katonai ruhában újra a hadseregnek dolgoznak. Barátságuk beigazolódik.
|  | Itt a vége a cselekmény részletezésének! |

## Szereplők
| Szerep                     | Színész          | Magyar hang            |
| -------------------------- | ---------------- | ---------------------- |
| Colee Dunn                 | Rachel McAdams   | Vadász Bea             |
| Fred Cheaver               | Tim Robbins      | Bognár Tamás           |
| T.K. Poole                 | Michael Peña     | Kisfalusi Lehel        |
| Pat Cheaver, Fred felesége | Molly Hagan      | Mohácsi Nóra           |
| Scott Cheaver, Fred fia    | Mark L. Young    | Szrapkó Nándor         |
| Jerry Nolan tiszteletes    | Spencer Garrett  | Horváth-Töreki Gergely |
| Stan Tilson                | Howard Platt     | N/A                    |
| Barbara Tilson             | Arden Myrin      | Szentesi Dóra          |
| Bob                        | John Heard       | Kapácsy Miklós         |
| Janet                      | Katherine LaNasa | Pap Katalin            |
| Gitárüzlet tulajdonosa     | Scott Jaeck      | Petridisz Hrisztosz    |
| Tom Klinger                | John Diehl       | Gubányi György         |
| Jeanie Klinger             | Annie Corley     | Sági Tímea             |

## DVD megjelenés
A film 2009. január 27-én jelent meg DVD-n, angol hanggal és angol, spanyol felirattal. A magyar szinkron 2013-ban készült el.